# Volkan Babacan
Volkan Babacan (Antalya, 1988. augusztus 11. –) török labdarúgó, a İstanbul Başakşehir kapusa.

## Pályafutása

### A válogatottban
Volkan Demirel válogatott beli visszavonulása után lett a török válogatott első számú hálóőre. A 2016-os Eb selejtezők alatt 10 mérkőzésen lépett pályára, ezek közül négyen nem kapott gólt. A 2016-os labdarúgó-Európa-bajnokságon is ő volt a nemzeti csapat kapusa.

## Sikerei, díjai
Fenerbahçe
- Török labdarúgó-szuperkupa-győztes: 2007, 2009

İstanbul Başakşehir
- Török bajnok: 2019-20